# ヴィンメルビュー
ヴィンメルビュー（スウェーデン語: Vimmerby  発音）は、スウェーデンのカルマル県にある都市で、ヴィンメルビュー市の市庁所在地である。人口は10934人（2010年）。ヴィンメルビーとも表記される。

## 概要
市街をストーンゴーン川が流れる。

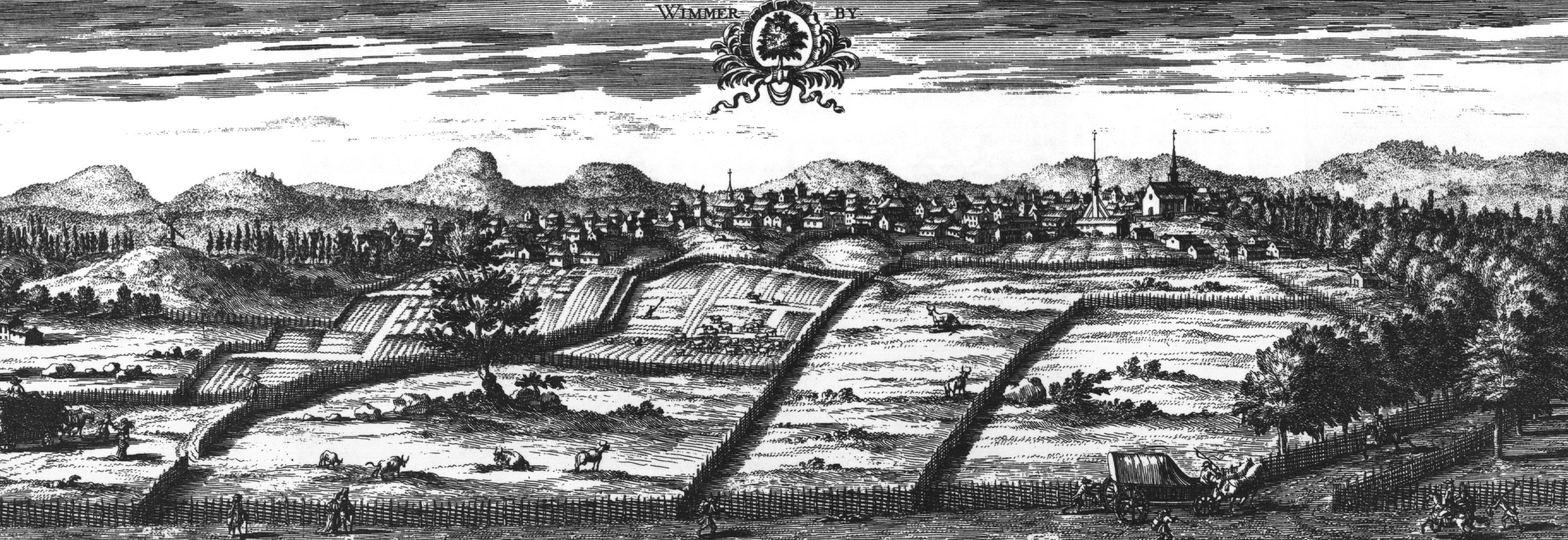
1700年ごろの市街

早ければ14世紀にも、ヴィンメルビューは勅許状を得ていた。目抜き通りのストルガータン通りは中世そのままの姿をいまに伝えており、歴史ある木造住宅も多い。
近年は作家アストリッド・リンドグレーンゆかりの地として脚光を浴びている。子ども向けのテーマパーク「アストリッド・リンドグレーンズ・ワールド」には世界各地から彼女のファンが訪れる。リンドグレーンは生まれ育ったヴィンメルビューのいなかを題材に、エーミル少年シリーズを書いた。
サッカー選手のトーマス・ラヴェリの出生地でもある。

## スポーツ
サッカーのヴィンメルビューIFの本拠地。

## 姉妹都市
- ファーゴ（アメリカ合衆国、ノースダコタ州）[2]